# MAN TGE

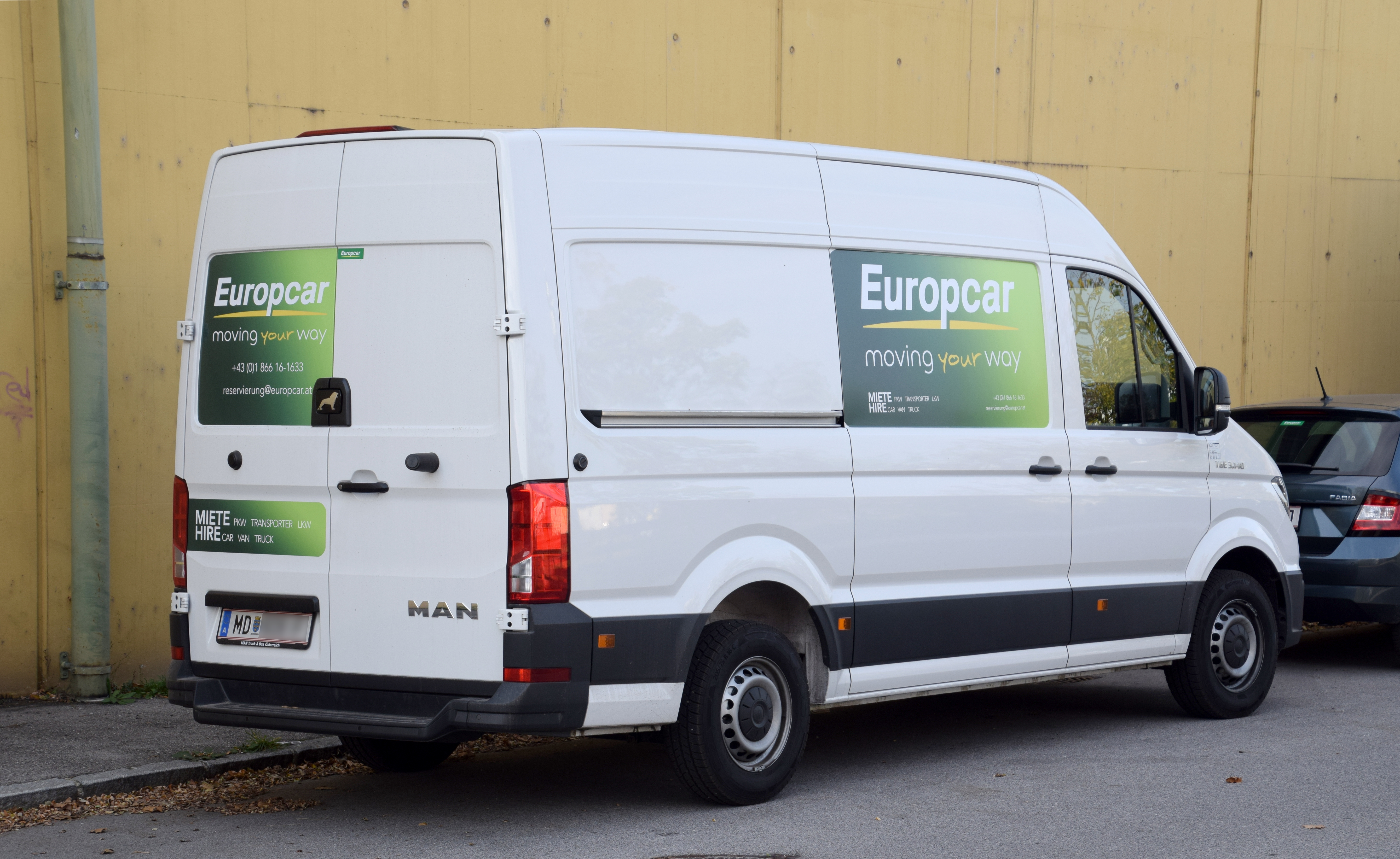
Heckansicht des TGE

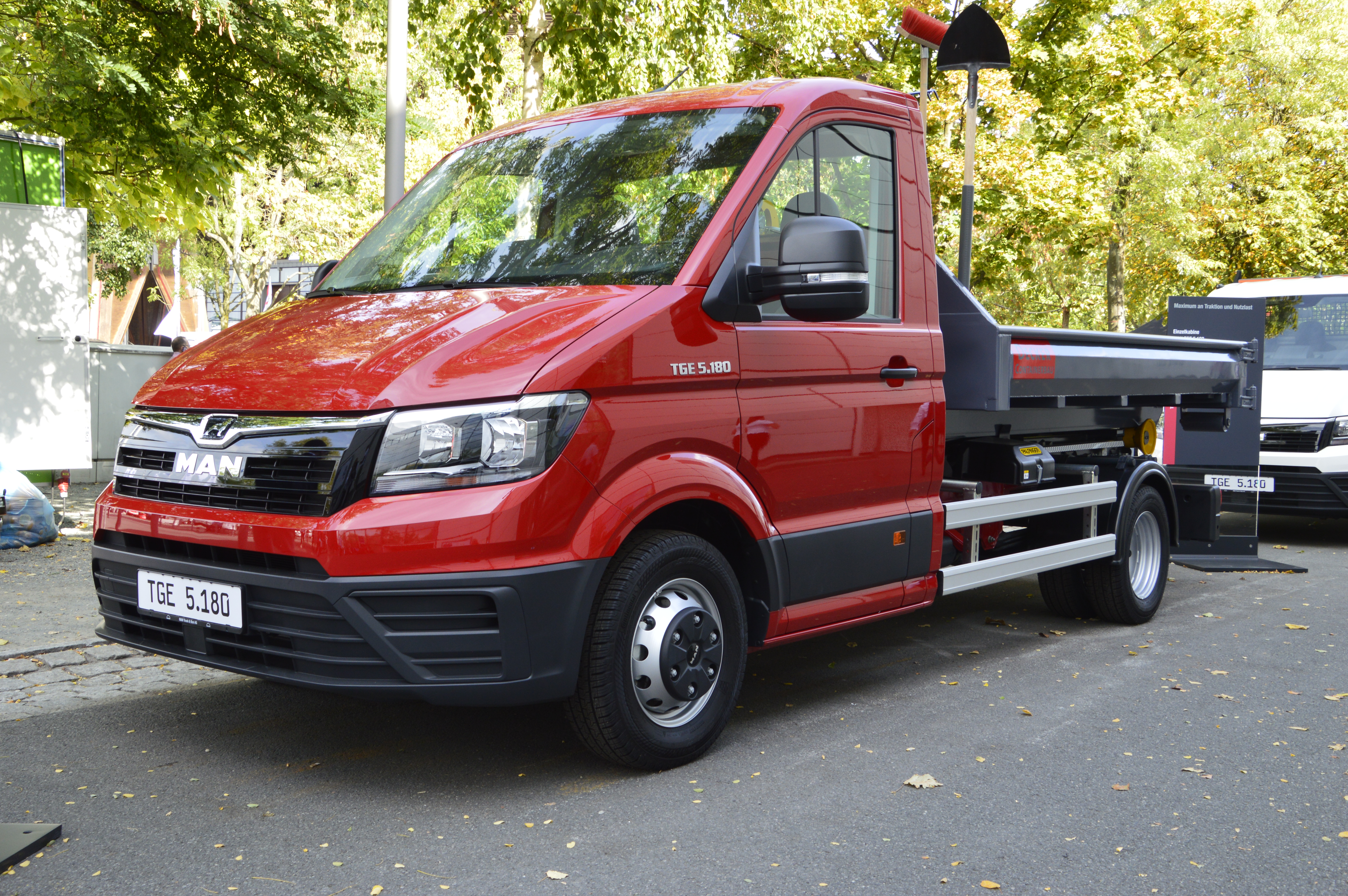
MAN TGE 5.180 als Einzelkabine mit Abrollkipper der Fa. Palfinger

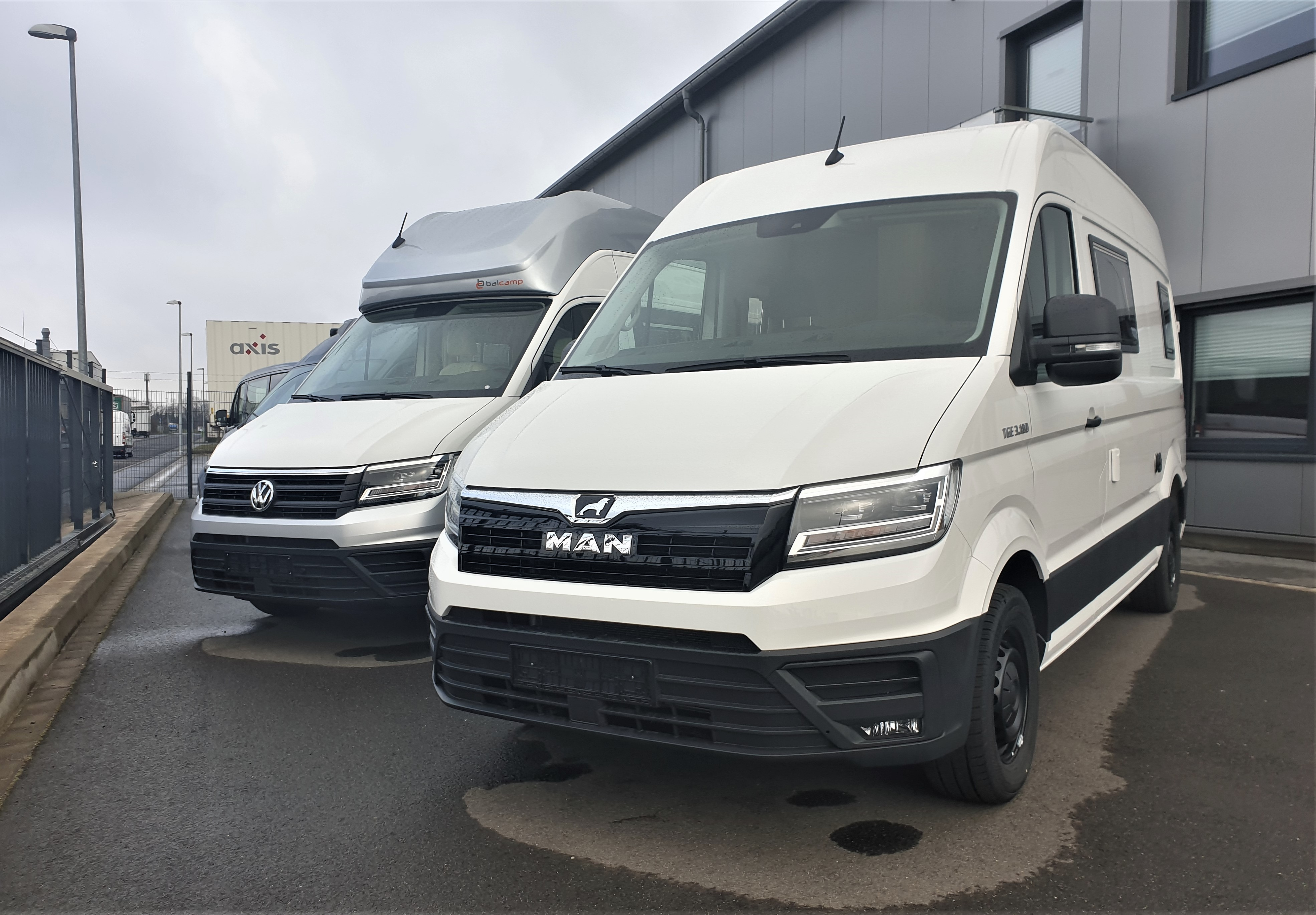
Zu einem Wohnmobil umgebauter MAN TGE neben einem VW Crafter mit GFK-Dach.

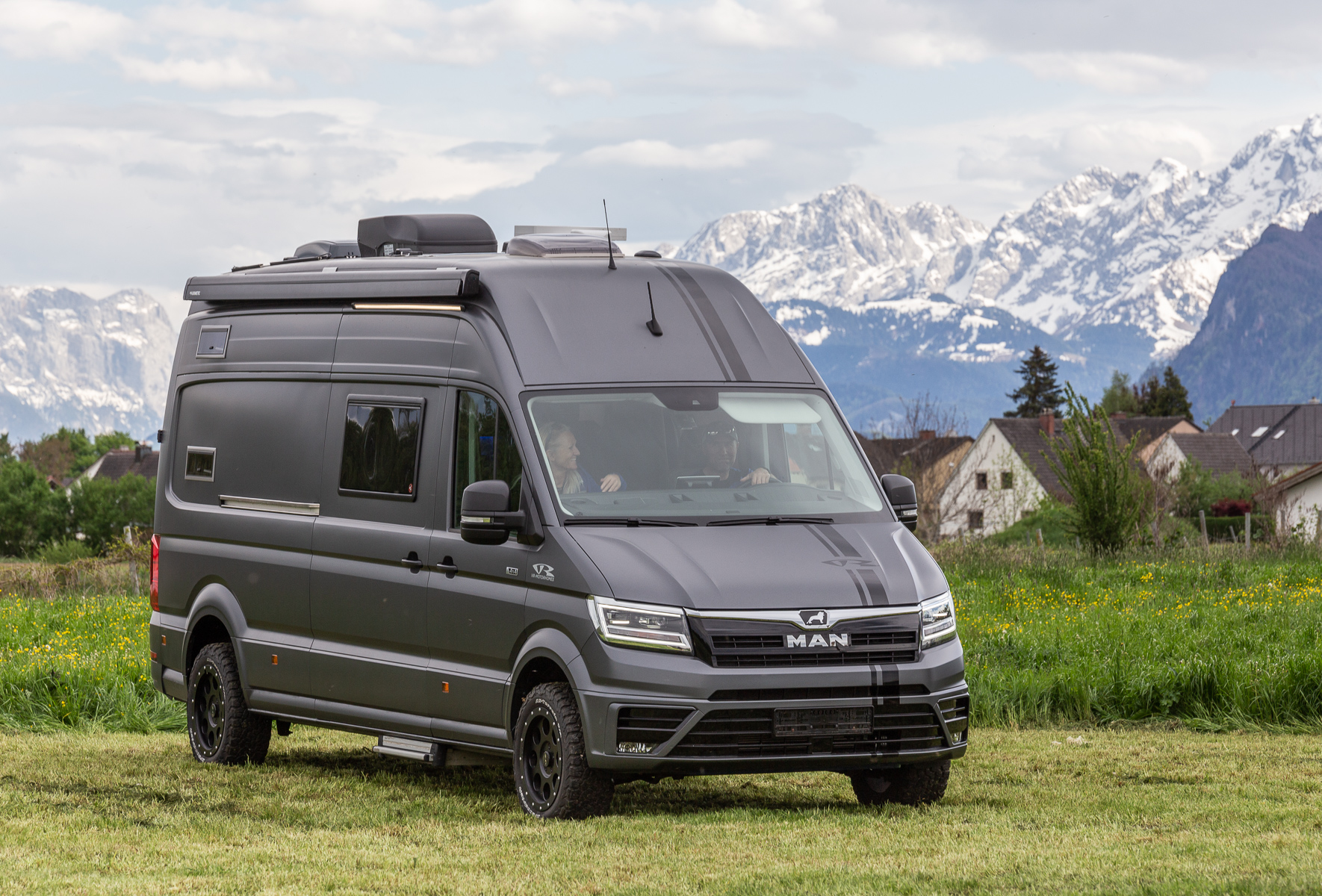
MAN TGE mit original GFK-Superhochdach genannt H4 (2,8 m hoch) als Camper umgebaut

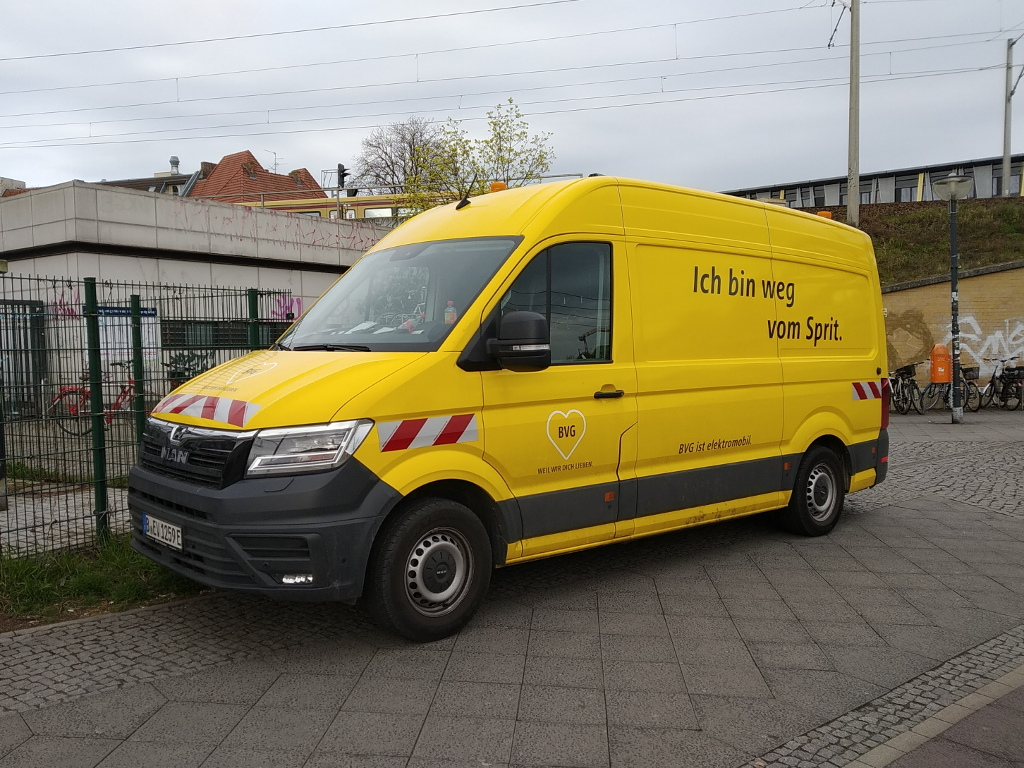
Variante mit Elektroantrieb eTGE

Beim MAN TGE handelt es sich um einen auf dem VW Crafter II (7C0) basierenden Kleintransporter von Traton, der unter der Konzernmarke MAN vertrieben wird. Er wird ebenso wie der Crafter seit April 2017 im Werk Września in Polen gefertigt. MAN präsentierte ihn auf der IAA für Nutzfahrzeuge 2016 in Hannover.

## Unterschiede zum VW Crafter

### Äußerliche Unterschiede
Der TGE unterscheidet sich nur geringfügig vom VW Crafter II (Badge-Engineering). Der Kühlergrill hat eine breite statt zwei Querstreben, die Heckflügeltür
ein MAN-Logo statt des VW-Logos und die Typenbezeichnung steht auf den vorderen Kotflügeln. An der rechten Hecktür ist der Schriftzug der Wortmarke des Herstellers. Auch auf der Lenkradabdeckung findet sich ein MAN-Zeichen.

### Vertriebsstruktur und Wartung
Der Vertrieb des TGE erfolgt nicht durch die Niederlassungen, sondern durch MAN-Außendienstmitarbeiter. Für die Wartung und Reparatur ist das MAN-Werkstättennetz zuständig.

## Antrieb

### Dieselmotoren
Eingebaut werden Turbodieselmotoren aus der Baureihe „EA288 Nutz“ mit 2,0 Litern Hubraum und Commonrail-Direkteinspritzung. Die vier Leistungsstufen sind 75 kW, 90 kW (später erhältlich), 103 kW und 130 kW. Die Leistung findet sich (nach dem üblichen MAN-Schema) umgerechnet auf PS in der Modellbezeichnung wieder. Die Motoren sind vorn eingebaut.

### Elektromotor
Der rein elektrisch angetriebene MAN eTGE wurde im März 2018 präsentiert und sollte ab Juli 2018 in Serie produziert werden. Es können bis zu 1700 Kilogramm zugeladen werden. Die maximale Leistung seines permanent erregten Synchronmotors beträgt 100 kW, das maximale Drehmoment über den gesamten Drehzahlbereich 290 Nm. Die Höchstgeschwindigkeit ist auf 90 km/h abgeregelt, der Kaufpreis betrug Stand 2018 rund 69.500 Euro.

### Kraftübertragung (Dieselmotor)
Die meisten Motoren sind standardmäßig mit einem manuell geschalteten Sechsgang-Getriebe verbunden und treiben die Vorderräder an. Bestimmte Modelle sind auch mit einem Achtstufen-Wandler-Automatikgetriebe verfügbar. Ab 90 kW gibt es auch Versionen mit Hinterrad- und Allradantrieb. Der Motor ist bei Versionen mit Vorderrad- und Allradantrieb quer zur Fahrtrichtung eingebaut, bei Versionen mit Hinterradantrieb längs.

## Varianten

### Modelljahr 2017 Österreich
| TGE   | Radstand (mm) | Länge       | Kasten ND | Kasten-Hochdach HD | Fahrgestell | Fahrgestell mit Doppelkabine |
| ----- | ------------- | ----------- | --------- | ------------------ | ----------- | ---------------------------- |
| 2.100 | 3640          | Standard ST | x         | x                  | x           |                              |
| 2.140 | 3640          | Standard ST | x         | x                  | x           |                              |
| 2.180 | 3640          | Standard ST | x         | x                  | x           |                              |
| 3.100 | 3640          | Standard ST | x         | x                  | x           | x                            |
| 3.140 | 3640          | Standard ST | x         | x                  | x           | x                            |
| 3.180 | 3640          | Standard ST | x         | x                  | x           | x                            |
| 3.100 | 4490          | Lang LA     |           | x                  | x           | x                            |
| 3.140 | 4490          | Lang LA     |           | x                  | x           | x                            |
| 3.180 | 4490          | Lang LA     |           | x                  | x           | x                            |

Anmerkungen:
- Stand: Februar 2017

### Modelljahr 2018 Schweiz

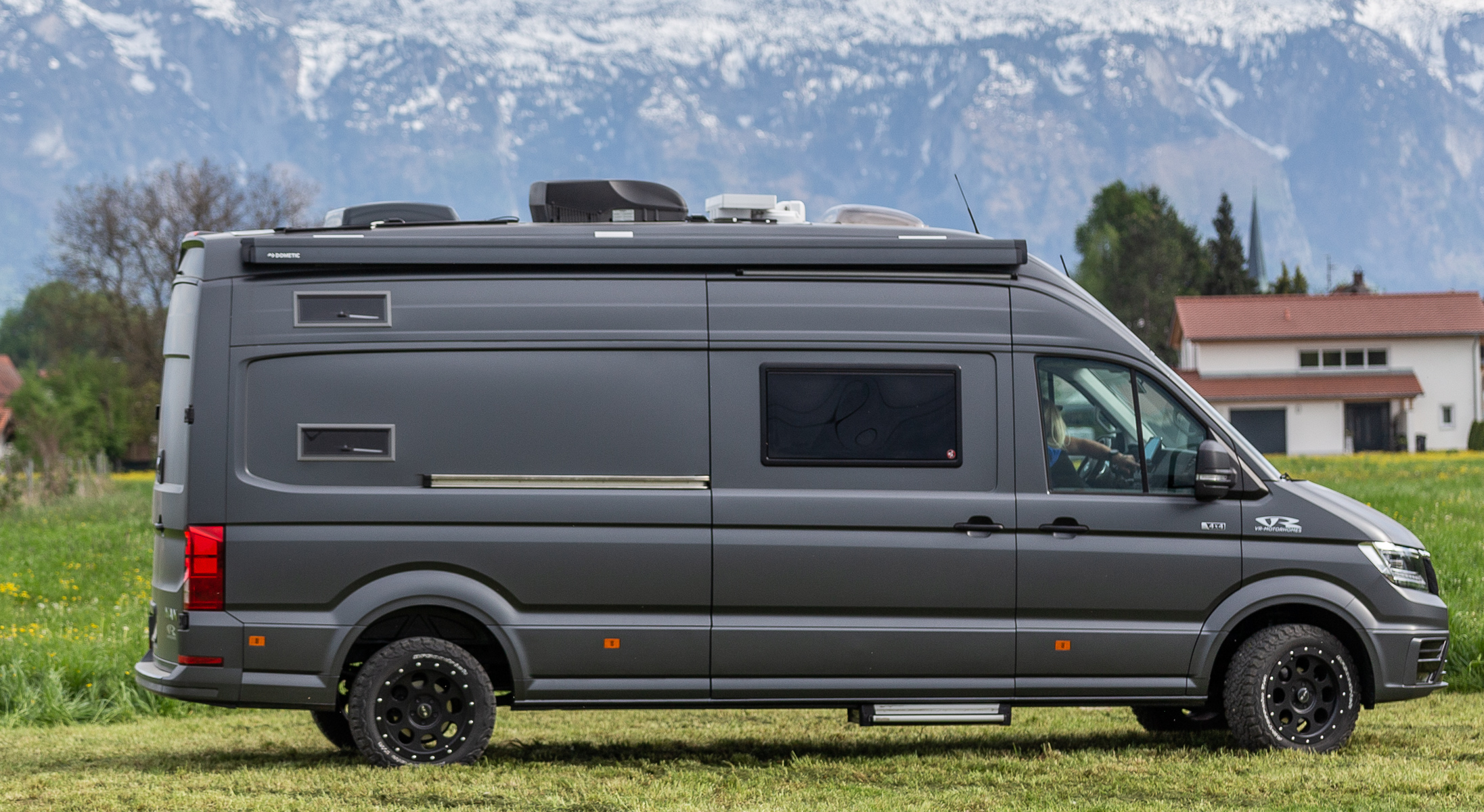
MAN TGE in L4 6,8 m und H4 2,8 m von VR Vans höher gelegt inkl. Dachaufbau 3,05 m

| TGE   | Radstand (mm) | Länge        | Kasten ND | Kasten-Hochdach HD | Kasten-Superhochdach SHD | Fahrgestell | Fahrgestell mit Doppelkabine |
| ----- | ------------- | ------------ | --------- | ------------------ | ------------------------ | ----------- | ---------------------------- |
| 2.100 | 3640          | Standard ST  | x         | x                  |                          | x           |                              |
| 2.140 | 3640          | Standard ST  | x         | x                  |                          | x           |                              |
| 2.180 | 3640          | Standard ST  | x         | x                  |                          | x           |                              |
| 3.100 | 3640          | Standard ST  | x         | x                  |                          | x           | x                            |
| 3.120 | 3640          | Standard ST  | x         | x                  |                          | x           | x                            |
| 3.140 | 3640          | Standard ST  | x         | x                  |                          | x           | x                            |
| 3.180 | 3640          | Standard ST  | x         | x                  |                          | x           | x                            |
| 3.100 | 4490          | Lang LA      |           | x                  | x                        | x           | x                            |
| 3.120 | 4490          | Lang LA      |           | x                  | x                        | x           | x                            |
| 3.140 | 4490          | Lang LA      |           | x                  | x                        | x           | x                            |
| 3.180 | 4490          | Lang LA      |           | x                  | x                        | x           | x                            |
| 3.100 | 4490          | Extralang EL |           | x                  | x                        | x           |                              |
| 3.120 | 4490          | Extralang EL |           | x                  | x                        | x           |                              |
| 3.140 | 4490          | Extralang EL |           | x                  | x                        | x           |                              |
| 3.180 | 4490          | Extralang EL |           | x                  | x                        | x           |                              |
| 5.120 | 3640          | Standard ST  | x         | x                  |                          | x           | x                            |
| 5.180 | 3640          | Standard ST  | x         | x                  |                          | x           | x                            |
| 5.120 | 4490          | Lang LA      |           | x                  | x                        | x           | x                            |
| 5.180 | 4490          | Lang LA      |           | x                  | x                        | x           | x                            |
| 5.120 | 4490          | Extralang EL |           | x                  | x                        | x           |                              |
| 5.180 | 4490          | Extralang EL |           | x                  | x                        | x           |                              |

Anmerkungen:
- Stand: September 2017

### Busvariante
Obwohl es noch keine Serienversion einer speziellen Busversion gibt, wurde eine neunsitzige Sondervariante durch eine auf Busumbauten spezialisierte Abteilung von MAN aufgebaut. Diese hat auf Schienen verschiebbare Einzelsitze im Fahrgastraum. Die seitliche Schiebetür wird elektrisch betätigt.

### Offroad-Umbaukit von Seikel
Seikel, ein Unternehmen das Offroad-Umbauten durchführt, produziert ein Nachrüstpaket zur Erhöhung der Geländegängigkeit des TGE 3.140 4×4 bzw. des TGE 3.180 4×4 bestehend aus
- Höherlegungsfahrwerk
- Geländebereifung mit den Dimensionen 255/55 R 18
- Komponentenschutz aus Schutzplatten für
  - den Motor
  - den Kraftstofftank
  - das Hinterachsdifferential
  - die Hinterachsstoßdämpfer
- Schwellerschutzverkleidungen (für den Standardradstand)
- Distanzstücke für die Blattfeder an der Hinterachse
- geänderte Stoßdämpfer vorn

Die Höherlegung beträgt ca. 50 Millimeter, wobei 30 Millimeter auf das geänderte Fahrwerk und 20 Millimeter auf die Reifen zurückführbar sind.

### Wohnmobilprototypen
Ebenso wie die Busvariante wurden auch zwei Prototypen zur Nutzung des TGE als Wohnmobil von der auf Busumbauten spezialisierte Abteilung aufgebaut. Beide haben eine Beklebung mit „Zebrastreifen“ auf den Blechpanelen, werden von Bi-Turbodieselmotoren mit 130 kW angetrieben und bauen auf Standardradstandversionen mit Hochdach auf. Prototyp 1 enthält eine herausnehmbare Wohnausstattung und Prototyp 2 eine fest eingebaute. Eine Öffentlichkeitspräsentation war im Rahmen der Caravan, Motor und Touristik 2018 in Stuttgart geplant.

## Fahrwerk und Räder
Die Vorderräder sind einzeln an MacPherson-Federbeinen und Querlenkern aufgehängt, hinten hat der TGE eine Starrachse an Längsblattfedern. Die serienmäßigen Reifen der Dimension 205/75 R 16 und sind auf 6,5 J × 16-Stahlräder aufgezogen.

## Kraftstoffsystem
Der Kraftstoffbehälter fasst 75 Liter. Der Tank für die zur Abgasnachbehandlung notwendige Harnstofflösung AdBlue hat ein Fassungsvermögen von 18 Litern.

## Insassensicherheitssysteme

### Passive Sicherheit
Serienmäßig ist nur ein Airbag für den Fahrer im Fahrzeug. Weitere Airbags sind in Paketen mit Mehrpreis erhältlich.

### Aktive Sicherheit
Antiblockiersystem und Fahrdynamikregelung (Elektronisches Stabilitätsprogramm; ESP) sind serienmäßig. Außerdem gibt es noch weitere Fahrerassistenzsysteme, die die aktive Sicherheit erhöhen sollen. Gegen Mehrpreis sind auch Leuchtdioden-Scheinwerfer erhältlich.

## Technische Daten
| Modell               | Bauzeitraum   | Bauart        | Gemischaufbereitung      | Motoraufladung     | Ventilanzahl  | Hubraum, cm³  | max. Leistung, kW (PS) bei 1/min | max. Drehmoment, Nm bei 1/min | Getriebe, serienmäßig | Getriebe, optional            | Abgasnorm nach EU-Klassifikation | Abgasnachbehandlung     |
| Dieselmotoren        | Dieselmotoren | Dieselmotoren | Dieselmotoren            | Dieselmotoren      | Dieselmotoren | Dieselmotoren | Dieselmotoren                    | Dieselmotoren                 | Dieselmotoren         | Dieselmotoren                 | Dieselmotoren                    | Dieselmotoren           |
| -------------------- | ------------- | ------------- | ------------------------ | ------------------ | ------------- | ------------- | -------------------------------- | ----------------------------- | --------------------- | ----------------------------- | -------------------------------- | ----------------------- |
| 2,0 l 75 kW (x.100)  | 2017–         | R4            | Common-Rail-Einspritzung | Abgasturbolader    | 16            | 1968          | 75 (102)/ 3000–3500              | 300/ 1400–2250                | 6-Gang-Schaltgetriebe | –                             | Euro 6                           | Dieselrußpartikelfilter |
| 2,0 l 90 kW (x.120)  | Herbst 2017–  | R4            | Common-Rail-Einspritzung | Abgasturbolader    | 16            | 1968          | 90 (122)/ 3250–3500              | 300/ 1400–2250                | 6-Gang-Schaltgetriebe | –                             | Euro 6                           | Dieselrußpartikelfilter |
| 2,0 l 103 kW (x.140) | 2017–         | R4            | Common-Rail-Einspritzung | Abgasturbolader    | 16            | 1968          | 103 (140)/ 3500–3600             | 340/ 1600–2250                | 6-Gang-Schaltgetriebe | 8-Stufen-Automatikgetriebe FA | Euro 6                           | Dieselrußpartikelfilter |
| 2,0 l 130 kW (x.180) | 2017–         | R4            | Common-Rail-Einspritzung | Bi-Abgasturbolader | 16            | 1968          | 130 (177)/ 3600                  | 410/ 1500–2000                | 6-Gang-Schaltgetriebe | 8-Stufen-Automatikgetriebe    | Euro 6                           | Dieselrußpartikelfilter |

Anmerkungen:
- Stand: Februar 2017

## Produktionszahlen
Im ersten Produktionsjahr des TGE wurden 3891 Fahrzeuge gefertigt, dies entspricht in etwa einem Zehntel der im selben Zeitraum produzierten VW Crafter II (7C0) mit 36.348 Stück.

## Sonstiges
MAN gibt für den TGE einen Luftwiderstandsbeiwert (cw) von 0,33 an.